# Podzemne vode
Podzemne vode su vode koje se nalaze ispod zemljine površine u šupljinama. Znanost koja se bavi istraživanjem područja podzemnih voda je hidrogeologija.
Podzemna voda je voda koja ispunjava šupljine Zemljine kore i kreće se isključivo ili gotovo isključivo putem gravitacije.
Podzemne vode su dio hidrološkog ciklusa. Vrijeme ciklusa može (ovisno o zadržavanju) u rasponu biti od manje od jedne godine do nekoliko milijuna godina. Vrlo stare podzemne vode (koje su se, primjerice, pojavile u Sahari) se nazivaju fosilne vode.

## Vanjske poveznice
- Podzemna voda Hrvatska tehnička enciklopedija, portal hrvatske tehničke baštine. LZMK